# Авцын, Александр Павлович
Алекса́ндр Павлович А́вцын (13 сентября 1908, Москва, Российская империя — 20 апреля 1993, там же, РФ) — советский патолог, академик АМН СССР (с 1965).

## Биография
Родился 13 сентября 1908 года в Москве. В 1933 году окончил 1-й Московский медицинский институт. В 1940 году начал работать на кафедре патологической анатомии 1-го Московского медицинского института.
В 1955 году назначен заведующим патологической лаборатории Института нейрохирургии АМН СССР, в 1961 году назначен директором Института морфологии человека АМН СССР.
Скончался 20 апреля 1993 года в Москве на 85-м году жизни от острой коронарной недостаточности. Похоронен на Ваганьковском кладбище (34 уч.).

## Научные работы
Основные научные работы посвящены гистопатологии нервной системы, патологической анатомии инфекционных заболеваний, цитопатологии. В последние годы особое внимание уделял новой научной дисциплине — медицинской элементологии.
- 1960 — Экспериментально показал влияние гормонов на развитие некоторых опухолей мозга. Описал один из признаков сыпного тифа — наличие конъюнктивальной сыпи (симптом Киари—Авцына).
- 1979 — Исследовал характер ультраструктурных изменений клеток при разных патогенных воздействиях.
- 1991 — Систематизировал данные исследований по медицинской элементологии в коллективной монографии.[5]

## Память
- Научно-исследовательский институт морфологии человека имени академика А. П. Авцына Российского научного центра хирургии имени академика Б. В. Петровского

## Награды
- Орден Ленина (1950) — за участие в бальзамировании и сохранении тела Георгия Димитрова и работу в Научно-исследовательской лаборатории при Мавзолее В. И. Ленина
- Государственная премия СССР (1982) — за исследования в области географической патологии и эпидемиологии опухолей и сердечно-сосудистых заболеваний
- Премия имени И. И. Мечникова (1990)[6] — за серию работ «Патология инфекционных заболеваний»
- Премия Московского общества испытателей природы за монографию «Микроэлементозы человека: этиология, классификация, органопатология»[3]